# Мазунов Руслан Олександрович
Русла́н Олекса́ндрович Мазуно́в (нар. 26 січня 1979, с. Михайлючка, Шепетівський район, Хмельницька область, Українська РСР — пом. 24 червня 2014, поблизу с. Новоселівка, Слов'янський район, Донецька область, Україна) — український військовик, миротворець, майор Збройних сил України, бортовий авіаційний технік вертолітної ланки 16-ї окремої бригади армійської авіації. Загинув в ході російсько-української війни.

## Життєпис
Народився 1979 року в селі Михайлючка на Хмельниччині. З 1985 по 1996 рік навчався в Михайлюцькій середній школі. З дитинства мріяв літати, казав однокласникам, що «пролітатиме над селом і всім передаватиме привіт». Додатково займався фізикою, математикою та фізичною підготовкою. Вступив у Васильківське військове авіаційно-технічне училище, де за 4 роки навчання здобув професію бортового авіаційного техніка.
Направлений на службу в авіабригаду у м. Броди Львівської області, де швидко набув досвіду з експлуатації вертольотів. Брав участь у миротворчій місії ООН в Ліберії у складі українського миротворчого контингенту, — 2005, 2007 та 2009 року.
2011-го вийшов на пенсію за вислугою років у званні майора. Почав працювати у цивільній авіації в Ніжині на Чернігівщині — бортовим авіаційним техніком авіаційної ескадрильї спеціального призначення на вертольотах Спеціального авіаційного загону Оперативно-рятувальної служби цивільного захисту Державної служби України з надзвичайних ситуацій.
У зв'язку з російською збройною агресією проти України у березні 2014 мобілізований з резерву, — повернувся у бродівську бригаду.
Майор, бортовий авіаційний технік вертолітної ланки вертолітної ескадрильї 16-ї окремої бригади армійської авіації 8-го армійського корпусу Сухопутних військ Збройних Сил України, в/ч А2595, м. Броди.
З квітня 2014 у складі екіпажу вертольота виконував завдання з доставлення вантажів та особового складу в зоні проведення антитерористичної операції. Вивозив поранених із зони бойових дій, перевозив на борту лікарів, медикаменти, харчі та зброю, постійно брав участь у порятунку колег-військовиків та цивільного населення.

### Обставини загибелі
24 червня екіпаж вертольота Мі-8МТ («63-й жовтий»), під командуванням підполковника Андрія Бєлкіна, доправив вантаж у район Слов'янська і забрав групу фахівців Служби безпеки України, які встановлювали телекомунікаційне обладнання в зоні проведення АТО. Після зльоту з гори Карачун близько 17:10 вертоліт був збитий російськими терористами з переносного зенітно-ракетного комплексу. Внаслідок влучення ракети вертоліт вибухнув і впав поблизу села Новоселівка (на той час — Красноармійське) Слов'янського району, почалася пожежа з детонуванням боєкомплекту. Всі 9 чоловік, які були на борту, загинули: командир екіпажу підполковник Андрій Бєлкін, борттехнік майор Руслан Мазунов, штурман капітан Дмитро Шингур; четверо співробітників СБУ — підполковник Володимир Шкіра, майор Ігор Горбенко, старший лейтенант Олександр Петрищук, старший прапорщик Марк Шпак та двоє спецпризначенців 3-го Кіровоградського полку старші солдати Олексій Волохов і Олександр Кондаков.
О 17:07 було зроблено доповідь керівництву АТО про зліт, а о 17:10 вже надійшла доповідь про падіння вертольота. За свідченнями очевидців, озброєна група терористів чекала на зліт вертольота. Бойовики пересувалася на двох легкових автівках та мікроавтобусі. Після пуску ракети з ПЗРК, вони втекли у напрямку найближчого населеного пункту Билбасівка, що поблизу Слов'янська.
Упізнання проводилось за експертизою ДНК. 4 липня тіла льотчиків доставили літаком на аеродромі в Конюшкові, після чого з ними попрощались у Бродах, в клубі військової частини.
Похований на кладовищі міста Броди, що по вул. Тернопільській.
Залишилися мати Надія Іванівна, дружина Ганна та двоє синів, — Михайло 2005 р.н. і Захар 2009 р.н.

## Нагороди
- Орден Богдана Хмельницького III ст. — за особисту мужність і героїзм, виявлені у захисті державного суверенітету та територіальної цілісності України (19.07.2014, посмертно)[6]
- Медаль «15 років Збройним Силам України»
- Медаль «За сумлінну службу» III ст.
- Пам'ятний нагрудний знак «Воїн-миротворець»
- Медаль ООН «UNMIL»

## Вшанування пам'яті
У травні 2015 в авіаційній військовій частині у Бродах відкрито меморіал військовим льотчикам, які загинули в районі Слов'янська 2 травня та 24 червня 2014 року. Військовослужбовці бригади відкрили 8 стел Алеї Слави, вкритих парашутами, з іменами та портретами полеглих товаришів.
24 червня 2015 біля гори Карачун на місці падіння збитого терористами гелікоптера Мі-8МТ встановили пам'ятний знак дев'ятьом загиблим захисникам.
У серпні 2017 на місці загибелі екіпажу гелікоптера Мі-8МТ встановили пам'ятний хрест з іменами бродівських льотчиків.
У вересні 2016 рішенням Шепетівської міської ради вул. Сергія Лазо в місті Шепетівка перейменовано на вулицю Руслана Мазунова.
У селі Михайлючка на будівлі Михайлюцької ЗОШ І—ІІІ ступенів встановлено меморіальну дошку випускникові школи Руслану Мазунову.